# Thomas Milton Gatch
Thomas Milton Gatch (Milford, 1833. január 28. – Seattle, 1913. április 23.) az Oregon állambeli Salem egykori polgármestere; továbbá az Oregoni Mezőgazdasági Főiskola (ma Oregoni Állami Egyetem), a Washingtoni Egyetem és a Willamette Egyetem egykori rektora.

## Élete
Gatch az Ohio állambeli Milfordban született; szülei Lucinda és Thomas Gatch. A Wesleyan Egyetem elvégzését követően Cincinnatiben teológiadoktori képesítést szerzett.
1857-ben feleségül vette Orytha Bennettet; öt gyermekük született, köztük Claude Gatch, Salem egyik leendő polgármestere. Thomas Gatch unokája, Thomas Leigh Gatch a USS South Dakota kapitánya volt.
Gatch 1913. április 23-án hunyt el Seattle-ben.

## Pályafutása
1856-ban Kaliforniába költözött, ahol részt vett az aranyásásban, valamint három évig tanított is. Később a Csendes-óceáni Egyetem természettudományi és matematikai tanszékének vezetője lett, majd 1859-ben Olympiába költözött, ahol a Puget Sound-i Wesleyan Intézet igazgatójának kérték fel. 1860 és 1865, majd 1870 és 1879 között a Willamette Egyetem rektora volt; 1874-ben az Indianai Asbury Egyetemen (ma DePauw Egyetem) filozófiadoktori képesítést szerzett. 1877–78-ban Salem polgármestere volt.
1879 és 1881 között az Oregoni Egyetem történelemprofesszora; később részt vett a The Dalles-i Wasco Független Akadémia létrehozásában, melynek 1886-ig elnöke is volt. 1887-től a Washingtoni Egyetem rektora; 1895-ös távozását követően az Oregoni Mezőgazdasági Főiskola (ma Oregoni Állami Egyetem) vezetésére kérték fel, ahol egyben politika- és idegtudományi oktató is volt. Ő az iskola első vezetője, aki doktori minősítéssel rendelkezik. Ugyan 1907 júliusában lemondott pozíciójáról, oktatói tevékenységet az év végéig végzett.

## Fordítás
- Ez a szócikk részben vagy egészben  a   Thomas Milton Gatch című angol Wikipédia-szócikk ezen változatának fordításán alapul.  Az eredeti cikk szerkesztőit annak laptörténete sorolja fel. Ez a jelzés csupán a megfogalmazás eredetét és a szerzői jogokat jelzi, nem szolgál a cikkben szereplő információk forrásmegjelöléseként.